# Freinberg (Górna Austria)
Freinberg – gmina w Austrii, w kraju związkowym Górna Austria, w powiecie Schärding. Liczy 1438 mieszkańców.